# Vrydagzynea argentistriata
Vrydagzynea argentistriata är en orkidéart som beskrevs av Cedric Errol Carr. Vrydagzynea argentistriata ingår i släktet Vrydagzynea och familjen orkidéer. Inga underarter finns listade i Catalogue of Life.